# Летающий диск

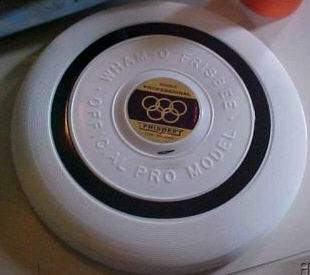

Летающий диск — общее название спортивного снаряда, представляющего собой пластиковый диск с загнутыми краями диаметром 20-25 сантиметров. Диск сделан таким образом, чтобы при его полёте создавалась подъёмная сила, что позволяет бросать диски на значительные расстояния и с большой точностью.

## Названия
Большинство русскоязычных людей назовёт подобный диск «летающей тарелкой». Следующим по популярности вариантом будет «фрисби». Люди же, которые занимаются различными видами спорта, в которых используется летающий диск, называют его просто «диск» или «тарелка».
«Фрисби» формально является не общим названием летающих дисков, а товарным знаком игрушечного подразделения корпорации Wham-O — компании Mattel. Диски от Wham-O редко используются в играх, гораздо чаще используются диски от компании Discraft. Тем не менее, подобно ситуации с наименованием любых копировальных аппаратов ксероксами, слово «фрисби» используют и для обозначения летающих дисков вообще.

## История
В конце 1940-х годов в американском обществе была популярна тема неопознанных летающих объектов. Этим воспользовался Уолтер Фридерих Моррисон. Он придумал в 1948 году «летающую тарелку», которая внешне напоминала НЛО (финансировал мероприятие Уоррен Франскайони). Однако этот первый диск был неудачным. После ряда усовершенствований и экспериментов тарелка из пластика, сделанная Моррисоном в 1955 году, стала неплохо летать над землёй и превратилась в ходовой товар, а в 1957 году с его согласия летающие тарелки начали выпускать под торговой маркой «Pluto Platter» компании Wham-O в Сан-Габриэле.
В то же время студенты Йельского университета в свободное от учёбы время бросали друг в друга жестяными подставками для пирогов фирмы Frisbie Pie Company. Название «фрисби» было настолько популярно среди студентов, что представители Wham-O переименовали свои летающие тарелки во Frisbee. Одна буква была намеренно изменена, чтобы Frisbie Pie Company не могла предъявлять претензии на название.
Летающая жестяная тарелка из-под пирога «фрисби» присутствует в фильме «Назад в будущее 3». Действие происходит в 1885 году на городском празднике. Главный герой, попавший сюда из 1985 года, видит, как в его друга целится из револьвера злодей, хватает со стола пустую жестянку, запускает её «классическим» способом и сбивает прицел. Тарелка демонстрируется крупным планом, и на днище отчётливо видно выдавленное слово Frisbie’s.

## Игры с летающим диском
Существует много разновидностей игр с диском. Простейшая — обычное бросание диска двумя или более игроками из рук в руки так, чтобы тарелка не касалась земли.

### Алтимат (Ultimate)
Наиболее популярная и известная командная игра с летающим диском. Игра очень динамична и зрелищна, требует хорошей реакции, техники броска, скорости и выносливости.
Игра ведётся на поле прямоугольной формы с зонами на каждом конце. Играют две команды (7×7 на траве, 5×5 на песке и в зале, хотя можно играть и 2×2, и 3×3). Одна команда является нападающей, другая — защищающейся. Цель нападающей команды — дать пас игроку своей команды, находящемуся в зоне соперника (в этом случае засчитывается очко). Если же это невозможно по каким-либо причинам, то можно дать пас любому другому игроку своей команды, кроме себя. Цель защищающейся команды — сбить/поймать диск или вынудить игрока нападения с диском продержать его у себя 10 секунд (в зале — 8). В этом случае происходит потеря диска и команды меняются ролями. Перемещаться с диском нельзя, мешать игроку с диском может только один игрок защищающейся команды. Умышленный физический контакт соперников запрещён (например, толчки или блокировка).
Наиважнейшим принципом игры в алтимат является дух игры. Коротко его можно обозначить, как «Уважение к сопернику — первостепенно». В отличие, например, от футбола, моральные правила алтимат фрисби строго запрещают намеренные фолы и издёвки над противником. Подобное поведение может быть истолковано как отсутствие спортивного мастерства.
Кроме того, в алтимате отсутствует понятие штрафа. Предполагается, что никто не будет злонамеренно нарушать правила, поэтому существуют лишь лёгкие наказания за неумышленные нарушения. Как уже отмечалось, в алтимате каждый игрок ответственен за своё поведение на поле. Нет судей, следящих за тем, чтобы каждый вёл себя «как взрослый», таким образом, ответственность за объявление фола лежит на каждом, а не только на пострадавшем. То есть можно, например, объявить фол самому себе (что не так уж и редко наблюдается). В алтимате не ставится цель победить любой ценой, важно, чтобы игра была честной и приносила удовольствие. Всё это и является следствием основного принципа — духа игры.

#### История развития фрисби в России и мире
1968 г. — первый матч в США между командой учащихся и командой преподавателей школы.
1983 г. — первый чемпионат мира.
1999 г. — первый российский турнир (зальный) и первый чемпионат России.
2000 г. — первое участие российской команды на чемпионате мира.
2001 г. — Алтимат включён в программу Всемирных игр, проводимых под патронажем Международного олимпийского комитета (только смешанный дивизион).
2013 г. — Алтимат включён в программу Всемирных игр в Колумбии, проводимых под патронажем Международного олимпийского комитета (только смешанный дивизион).
2013 г. — победа женской сборной России на пляжном чемпионате Европы в Испании.
2017 г. — Алтимат включён в программу Всемирных игр в Польше, проводимых под патронажем Международного олимпийского комитета (только смешанный дивизион).
2017 г. — победа женской сборной России на пляжном чемпионате мира во Франции.
2019 г. — все три представленных сборных России (мужская, женская, смешанная) в своих дивизионах завоёвывают бронзовые медали на чемпионате Европы на траве в Венгрии.

### Сити Алтимат
Игра в алтимат в городских условиях, на площадке для игры присутствуют различные препятствия. Команды по 5-7 человек. В игре присутствуют ворота, у каждой команды они свои. Воротами является какая-либо возвышенность. Игрок команды А должен находиться в воротах команды В, при этом игроку команды А стараются отдать пас игроки из его команды. Очко засчитывается, если игрок поймал диск в пределах ворот. Перемещение по площадке с диском в руках запрещено. Диск можно выбивать из рук. Более агрессивный вид игры во Frisbee.

### Гатс
Гатс (англ. Guts) — спортивная игра, в которой принимают участие две команды, от одного до пяти игроков в каждой. Цель игры состоит в том, чтобы первыми набрать 21 очко. Перед началом игры команды размещаются одна напротив другой на расстоянии 14 м. Игрок должен бросить диск в соперника так, чтобы тот не смог его поймать. При этом бросок должен быть сделан в ограниченную вытянутыми руками соперников зону. Если бросок выполнен неправильно, то принимающая команда получает очко.
Игроки принимающей команды должны поймать диск одной рукой. Если им это удаётся, то очки никому не засчитываются, если нет, то команда, которая только что бросала диск, получает очко.
Эта игра развивает навыки бросания диска, а также умение ловить диск одной рукой.

### Флаббер-гатс
Во флаббер-гатс (англ. Flubber guts) играют две команды по два человека в каждой. Размещаются команды в 3 метрах одна против другой. Задача одной команды поймать диск одной рукой, задача другой команды так бросить диск, чтобы противник не смог его поймать. Диск должен лететь с вертикальным вращением вокруг продольной оси. Диск можно подбивать любой одной частью тела, не прижимая к себе. Вводящая команда получает очко если принимающая команда роняет диск или игрок принимающей команды касается диска двумя частями тела одновременно. Принимающая команда получает очко, если вводящая команда сделает подряд три плохих ввода диска или игрок принимающей команды поймает диск за спиной. Игра идёт до 21 очка, смена сторон происходит при достижении одной из команд 11 очков. При достижении 21 очка и разнице менее 2 очков, играется до 25 очков.

### ДДЦ (Double Disc Court)
В DDC играют командами из двух человек. Игровое поле состоит из двух квадратных кортов (стороны корта по 13 м, расстояние между ними — 17 м.). Игра ведется одновременно двумя дисками по 110 грамм каждый. Цель игры — бросить диск так, чтобы игроки противника не поймали его, и при этом он попал в зону противника. Другая цель — заставить команду соперника держать два диска одновременно.
1 очко засчитывается, если диск в корте противника не пойман. 2 очка засчитывается, если 2 диска в корте не пойманы. Если диски не попали в корт соперников, то очко (или 2) засчитывается противнику. Если команда владеет двумя дисками одновременно, то засчитывается 2 очка противнику.

### Фрисби-фристайл
Фрисби-фристайл (англ. Freestyle Frisbee) является индивидуальным видом спорта, хотя существуют и командные состязания.
Цель — продемонстрировать красивую и зрелищную связку из трюков и финтов, которые можно выполнить с диском. В подавляющем большинстве случаев все трюки выполняются со вращающимся диском.
На соревнованиях всё это оценивается судьями, которые ставят баллы за сложность трюков и артистизм.

### Диск-гольф
По смыслу эта спортивная игра напоминает гольф, однако вместо мячей и клюшек используют диск особой формы, а вместо лунок — специальные корзины с цепями уловителями. Цель та же, что и в гольфе. Нужно пройти дистанцию за наименьшее количество бросков в корзину от точки броска — «ТИ», и так по порядку. Наиболее распространенным считается 18 ТИ — 18 отрезков — 18 корзин. Как и в гольфе вместо разных клюшек для разных ударов, в этом виде спорта есть множество различных дисков отличающихся по полетным характеристикам.
В этой игре приходится не только хорошо бросать диск, но и хорошо думать, какой именно диск бросить, куда и с какой силой.

### Дог-фрисби
Главное в дог-фрисби (англ. Dog Frisbee) — наличие не только диска, но и собаки. Это один из молодых видов кинологического спорта. Существует несколько вариаций состязаний по дог-фрисби, но общим в них является то, что дрессировщик должен бросить диск, а собака его поймать.

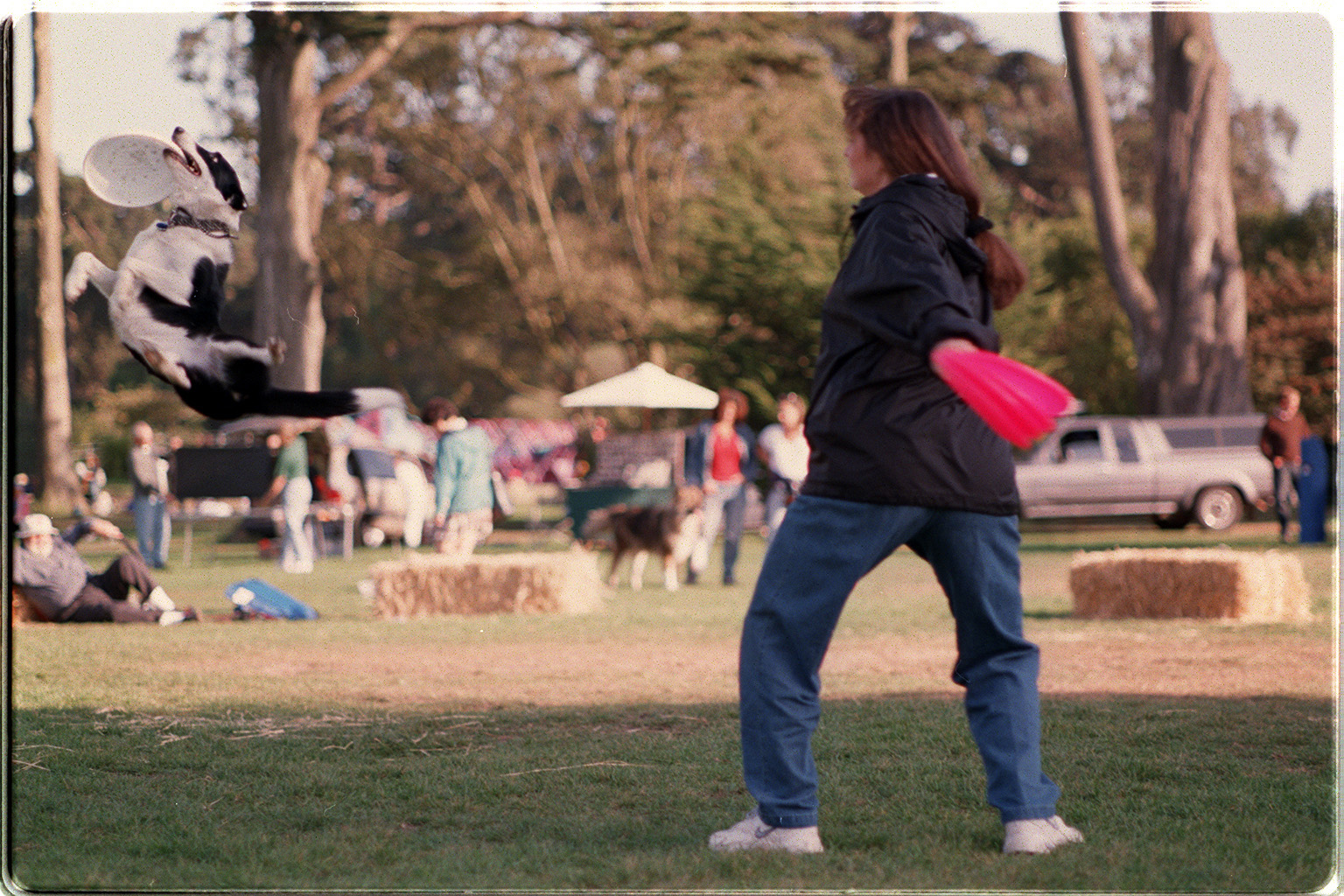
Собака выполняет элемент из программы дог-фрисби-фристайла

Существуют состязания на дальность (чем дальше собака поймает диск, тем больше очков это принесет), на точность (собаки должны поймать диск в одной из определённых зон), а также существует дог фрисби фристайл, в которой собака и дрессировщик демонстрируют различные трюки под музыку. Существуют также разные классы по сложности и возрастные группы собак-участников: новички, прогресс, открытый (мастер).
Достоверно не известно, кто был первым человеком, догадавшимся бросить диск фрисби собаке. Но главную роль в популяризации этого вида спорта сыграл Алекс Штайн и его собака породы уиппет по кличке Эшли.
В 1974 году в Голливуде Алекс Штайн, отчаявшийся привлечь внимание производителей фрисби дисков для людей, а также продюсеров шоу-талантов к своей экстраординарной собаке, которая бегала со скоростью тридцать пять миль в час, ловила любые предметы, в том числе диск, на высоте девять футов, тайно пронёс его на стадион во время транслировавшейся по национальному телевидению игры в бейсбол.

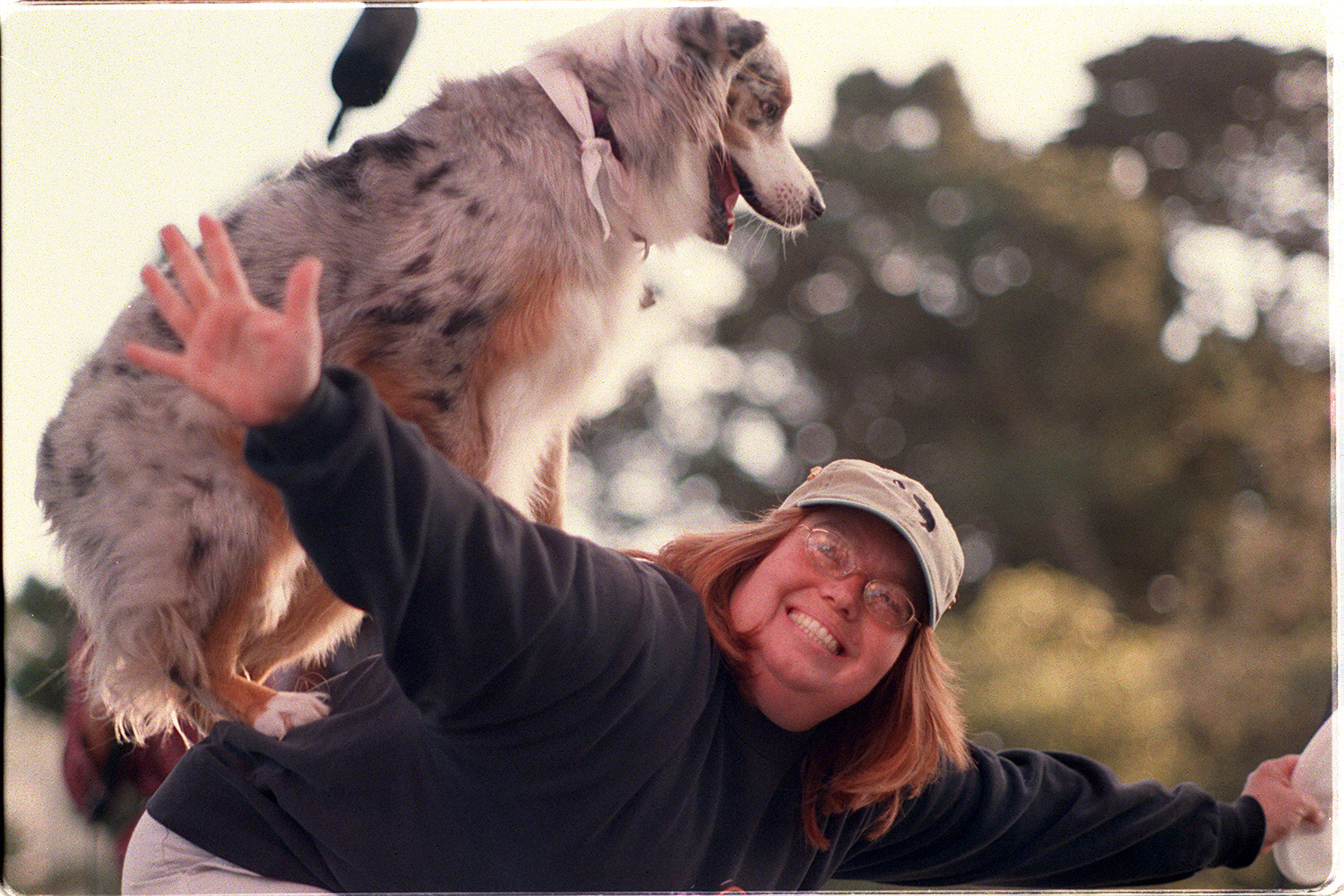
Австралийская овчарка выполняет элемент из программы фрисби-фристайла

Чтобы осуществить свою мечту, он вместе с Эшли незаконно занял поле во время перерыва в игре для показательного выступления по фрисби, которое продлилось восемь минут, пока Алекс Штайн не был арестован. Во время ареста уиппет Эшли сбежал, но позже был найден на парковке стадиона мальчиком, видевшим его выступление.
Алекс Штайн был освобождён из тюрьмы при содействии главы Международной ассоциации фрисби Ирва Бандера. Вместе со своей собакой Эшли они обрели огромную популярность и стали популяризаторами дог-фрисби в США. Это увлекательное занятие для любителей собак быстро обрело поклонников во всём мире.
В России дог-фрисби появился чуть более десяти лет назад и стремительно набирает популярность среди владельцев собак самых разных пород.

### Популяризация
Немалая заслуга в популяризации фрисби принадлежит широкому освещению турниров по алтимату, дог-фрисби и диск-гольфу в материалах на веб-пространстве «СЭ-ЭКСТРИМа» (автор — Алексей Сергунин). Пионеры летающего диска Георгий Федоров, Евгений Раскатов (оба — Санкт-Петербург), Юрий Шатунов и Юрий Зеленцов из Осло также продвигают этот вид спорта в массы.